# Török János (katona)
Enyingi Török János (1529–1562. június) magyar főnemes, Hunyad vármegye örökös főispánja, vránai perjel.

## Életpályája
Török Bálint és báró Pemfflinger Katalin idősebbik fia. Apjához hasonlóan elősegítette a reformáció terjedését családi birtokain, elsősorban Debrecen városában. Hunyad vármegye örökös főispánja és még apja aktív politikai pályafutása alatt vránai perjel, illetve a perjelség kiterjedt birtokainak kormányzója.
1550-ben szétverte az Erdélybe betört Kászim budai pasa előhadát, párviadalban egy török főtisztet is megölt. 1551-ben részt vett Lippa védelmében. Az Erdélybe hazatérő Izabella királynétól annak török szövetsége miatt elpártolt, engesztelhetetlen törökgyűlölete édesapja fogságba esésének következménye volt. Öccsével, Török Ferenccel úgy egyezett meg, hogy a család magyarországi birtokait Ferenc utódai öröklik, az ő gyermekei pedig háborítatlanul bírják majd az erdélyi birtoktesteket a Hunyad és Temes megyei uradalmakkal, valamint Debrecen hatalmas városával.

## Házassága és gyermekei
Török János Tinódi Lantos Sebestyén szerint 1550-ben nősült meg. Kendy Ferenc leányát, Annát vette feleségül (és nem Balassa Borbálát, mint azt sokan hiszik), akinek tőle három gyermeke is született, akik közül kettőt, Jánost és Bálintot ismerjük név szerint. Felesége a gyakran hadakozó főúr távollétében egy Szalánczy János nevű előkelő erdélyi ifjúval szerelmi viszonyba keveredett, ezért Török 1557-ben nejét lefejeztette. Második házasságát Sanyiki Krisztinával kötötte.

## Emlékezete
Alakja feltűnik az Egri csillagok című regényben. A Várkonyi Zoltán által rendezett filmben Benkő Péter játszotta el a szerepét.

## Forrásművek
- Chritianus Scheaseus: Pannónia romlása (Hatodik ének)
- Nagy Iván: Magyarország családai czímerekkel és nemzékrendi táblákkal. Pest: Ráth Mór. 1857–1868.
- Tinódi Lantos Sebestyén: Enyingi Török János vitézsége